# Al-Sareeh Sports Club
L'Al-Sareeh Sports Club, meglio noto come Al-Sareeh, è una società calcistica giordana di Irbid.
Fondato nel 1973, disputa le gare casalinge allo stadio Al-Hassan e ha come colori sociali il bianco e l'azzurro.